# Tomáš Doležal
JUDr. Tomáš Doležal, Ph.D. (* 1976 Praha) je český advokát a vysokoškolský pedagog. Působí také v Ústavu Státu a Práva Akademie věd České republiky, kde vede oddělení veřejného práva.
Absolvoval právnickou fakultu Univerzity Karlovy a od roku 2006 působí jako advokát specializující se na medicínské právo. Vedle toho působí na několika vysokých školách, například na katedře International Relations and European Studies na Metropolitní univerzitě Praha.